# Sklîmenți, Korsun-Șevcenkivskîi
Sklîmenți (în ucraineană Склименці) este un sat în comuna Zaricicea din raionul Korsun-Șevcenkivskîi, regiunea Cerkasî, Ucraina.

## Demografie
Componența lingvistică a localității Sklîmenți
     Ucraineană (98,21%)
     Rusă (1,79%)
Conform recensământului din 2001, majoritatea populației localității Sklîmenți era vorbitoare de ucraineană (98,21%), existând în minoritate și vorbitori de rusă (1,79%).